# الباجی
روستای الباجی در استان خوزستان در مسیر اهواز - اندیمشک قرار دارد.
جمعیت کل روستای الباجی به حدود ۲۷۶۵۰ می‌رسد که ۱۱۰۰۰
نفر در روستای الباجی زندگی می‌کنند و بقیه در شهر اهواز و روستاهای نزدیک آن زنندگی می‌کنند. طبق آخرین آمار این روستا دارای ۴۷۸ خانوار می‌باشد.

تصویری از پرچم روستای الباجی

## عشائر عمده روستا
البوصالح، البوسابج، البوعبد، البوحمدی که فرزندان غام فرزند ماهین هستند.
و  البولد، البوشاوی و البوعبدالحسین که فرزندان عجیل فرزند ماهین هستند.

## موقعیت جغرافیایی
فاصله بین روستای الباجی و اهواز تقریبا ۲۰ کیلومتر است و در ۴ کیلومتری روستا شهرک صنعتی شماره ۲ اهواز وجود دارد که بسیاری از جوانان روستا در آنجا شاغل هستند.
منابع